# Rogale (Kitki)
Rogale – część wsi Kitki położona w Polsce, w województwie mazowieckim, w powiecie mławskim, w gminie Dzierzgowo.
W latach 1975–1998 miejscowość administracyjnie należała do województwa ciechanowskiego.